# ANNA☆S
ANNA☆S（アンナッツ）は、日本の女性アイドルグループ。西田プロジェクト所属。
当記事では派生ユニットであるラップアイドルユニット・うどん兄弟についても記述する。同じく派生ユニットであるWAY WAVEについては当該記事を参照。

## 略歴
2009年、キッズダンスチーム「DANCE NUTS'」に所属していた小池杏奈・優奈姉妹と幼馴染の田沢涼夏の3人により結成。
2012年4月から2013年12月まで、杏奈・優奈がALLOVERのメンバー兼任。
2013年には、うどん兄弟としてカーネーションのトリビュートアルバムに参加。以来、ANNA☆Sと並行して活動。
2016年6月21日、杏奈・優奈によるWAY WAVEが初ステージ。
2017年よりWAY WAVEとしての活動が本格化し、2019年現在、杏奈・優奈はWAY WAVE、涼夏は舞台の活動がメインとなっている。

## メンバー
| 名前                    | 生年月日              | 血液型 | 備考                                             |
| ----------------------- | --------------------- | ------ | ------------------------------------------------ |
| 小池 杏奈 こいけ あんな | 1997年9月23日（27歳） | A型    | ALLOVER（2012年 - 2013年） WAY WAVE（2016年 - ） |
| 小池 優奈 こいけ ゆうな | 1999年8月12日（25歳） | AB型   | ALLOVER（2012年 - 2013年） WAY WAVE（2016年 - ） |
| 田沢 涼夏 たざわ すずか | 1999年7月8日（25歳）  | B型    |                                                  |

## 作品
※太字のタイトルは全国流通盤

## うどん兄弟
うどん兄弟（うどんきょうだい）は、日本のラップアイドルユニット。
元々は、DANCE NUTS'のライブでコーナーのひとつとしてラップを披露するために結成。結成時のメンバーは当時小学3年生だった涼夏、優奈、由乃（和喜多由乃（ANNA☆Sサポートメンバー））の3人。ANNA☆S結成後はその派生ユニットとなり、ワンマンライブのハーフタイムで披露されていた。のちに杏奈もサポートメンバーとして加わる。
2013年12月18日にリリースされたカーネーションのトリビュートアルバム『なんできみはぼくよりぼくのことくわしいの？』に”うどん兄弟 with カメラ＝万年筆”名義で参加、ボーナストラックとして「Edo River」が収録。2014年4月4日には「Edo River」が7インチシングルとしてリカットされた。
2014年9月24日、P-VINEよりカメラ＝万年筆プロデュースのオリジナルアルバム『ラストアルバムvol.1』をリリース。鈴木慶一、直枝政広、柴田聡子が楽曲提供、池永正二（あらかじめ決められた恋人たちへ）がREMIXで参加。なお、同アルバムに収録されている「スタジオへ行こう！池永正二（あら恋）REMIX」が映画『バケモノの子』の劇中に使用された。
うどん兄弟がクレジットされた最後の作品は2016年12月21日にリリースされたムーンライダーズのトリビュートアルバム『BRIGHT YOUNG MOONLIT KNIGHTS -We Can't Live Without a Rose- MOONRIDERS TRIBUTE ALBUM』に収録されたDON'T TRUST ANYONE OVER 30」（”ANNA☆S（うどん兄弟）”名義）。

### 作品

#### 楽曲参加
- 『なんできみはぼくよりぼくのことくわしいの？』（2013年12月28日、P-VINE）
※カーネーショントリビュートアルバム。「Edo River」（”うどん兄弟 with カメラ＝万年筆”名義）収録
- 『BRIGHT YOUNG MOONLIT KNIGHTS -We Can't Live Without a Rose- MOONRIDERS TRIBUTE ALBUM』（2016年12月21日、P-VINE）
※ムーンライダーズトリビュートアルバム。「DON'T TRUST ANYONE OVER 30」（”ANNA☆S（うどん兄弟）”名義）収録